# پیشینه داستان
یک پیشینه داستان یا داستان پیش‌زمینه مجموعه ای از حوادث خلق شده برای یک داستان است که به عنوان داستان قبل از داستان اصلی و منتهی به داستان اصلی است. یک فن ادبی که به ترتیب زمانی زودتر از روایت مورد توجه واقع شده‌است.